# Ulije
Ulije en serbe latin et Ulinjë en albanais (en serbe cyrillique : Улије) est une localité du Kosovo située dans la commune/municipalité de Leposavić/Leposaviq, district de Mitrovicë/Kosovska Mitrovica. Selon des estimations de 2009 comptabilisées pour le recensement kosovar de 2011, elle compte 5 habitants, dont une majorité de Serbes.

## Géographie
Ulije/Ulinjë est située à 1,5 km au nord-est de Leposavić/Leposaviq, sur les pentes sud-ouest des monts Kopaonik. Le village fait partie de la communauté locale de Leposavić/Leposaviq.

## Démographie

### Évolution historique de la population dans la localité
| 1948 | 1953 | 1961 | 1971 | 1981 | 1991 | 2009 |
| ---- | ---- | ---- | ---- | ---- | ---- | ---- |
| 175  | 141  | 136  | 84   | 56   | 34   | 5    |

|  |